# Библия королевы Софьи
Би́блия короле́вы Со́фьи, Шарошпатакская Библия (пол. Biblia królowej Zofii; Biblia szaroszpotacka) — древнейший из известных переводов Ветхого завета на польский язык, выполненный по инициативе Софьи Гольшанской, четвёртой жены короля польского Владислава II Ягайла. Перевод был завершен в 1453—1455 годах. Одним из переводчиков был капеллан королевы Андрей из Яшовиц.
Перевод был сделан с более раннего чешского перевода Вульгаты. Работа не была окончена — иллюстрирование велось ещё в XVI веке.

## История памятника
С 1708 года библия находилась в библиотеке кальвинского коллегиума в Шарошпатаке в Венгрии. От этой местности и происходит одно из названий перевода. До Второй мировой войны этот литературный памятник состоял из 185 листов, содержащих Ветхий завет до книги Есфирь. Были найдены также фрагменты следующих книг, но нет уверенности в том, что был переведён также и Новый завет. Во время войны Библия была уничтожена. Сохранились лишь отдельные листы: два находятся в университетской библиотеке во Вроцлаве, фрагмент одного — в библиотеке Национального музея в Праге.

## Издания
Текст Шарошпатакской Библии сохранился в довоенных изданиях. В 1856 году в Познани Мариан Ярошиньский издал хромолитографию фрагмента Библии королевы Софьи. Полный текст впервые был представлен во Львовском издании 1871 года «Библия королевы Софьи жены Ягайлы. Из Шарошпатакского кодекса. Стараниями князя Иржи Генриха Любомирского издал Антоний Малецкий» (пол. Biblia Królowej Zofii żony Jagiełły. Z Kodeksu Szaroszpatackiego. Nakładem Księcia Jerzego Henryka Lubomirskiego wydał Antoni Małecki).
В 1930 году в Кракове тиражом в 220 экземпляров вышло фототипическое издание «Шарошпатакская Библия. Факсимиле кодекса библиотеки гимназии в Шарошпатаке. Издал Людвиг Бернацкий» (пол. Biblia Szaroszpatacka. Podobizna Kodeksu Biblioteki Ref. Gimnazjum w Szaroszpataku. Wydał Ludwik Bernacki).
Последнее доступное издание «Библия Королевы Софьи (Шарошпатакская) со старочешским переводом Библии» (пол. Biblia Królowej Zofii (Szaroszpatacka) wraz ze staroczeskim przekładem Biblii) было подготовлено в 1965—1971 годах Станиславом Урбанчиком и Владимиром Киасом в рамках проекта издания источников Оссолинеума.